# Bracebridge (Ontario)
Bracebridge to miejscowość (ang. town) w Kanadzie, w prowincji Ontario, w dystrykcie Muskoka.
Powierzchnia Bracebridge to 617,47 km².
Według danych spisu powszechnego z roku 2001 Bracebridge liczy 13 751 mieszkańców (22,27 os./km²).